# Anatolij Fomenko
Anatolij Timofejevič Fomenko (ruski Анато́лий Тимофе́евич Фоме́нко; rođen 13. ožujka 1945. godine u Donjecku) je akademik Ruske akademije znanosti, redovni član Ruske akademije prirodnih znanosti, doktor fizičko-matematičkih nauka, profesor, šef katedre za diferencijalnu geometriju i primjene Mehaničko-matematičkog fakulteta Moskovskoga sveučilišta.
Riješio je poznati Platov problem u teoriji spektralnih minimalnih mnogostrukosti, osnovao teoriju fine klasifikacije integrabilnih Hamiltonovih dinamičkih sistema. Laureat je državne nagrade Ruske Federacije za 1996. godinu za ciklus radova iz teorije invarijanata mnogostrukosti i Hamiltonovih dinamičkih sistema. Autor je 180 znanstvenih radova, 25 monografija i udžbenika, specijalist za geometriju i topologiju, varijaciski račun, teoriju minimalnih površina, simplektičku topologiju, Hamiltonovu geometriju i mehaniku, računarsku geometriju. Jedan od najpoznatijih matematičara današnjice.
Anatolij Fomenko poznat je po radikalnim revizionističkim stavovima o povijesti opisanim u knjizi Nova Kronologija.

## Djela
- A. T. Fomenko. Statistička hronologija. Matematički pogled na istoriju. U kom smo veku? (preveli Aleksandar Lipkovski i Dragan Blagojević) Beograd, 1997, 449 str., ćirilica, ISBN 86-80593-22-2. srpski